# Východní Ghát
Východní Ghát (hindsky पूर्वी घाट, Púrví Ghát, bengálsky পূর্বঘাট, Púrbaghát, telugsky తూర్పు కనుమలు, Túrpu Kanumalu, kannadsky ಪೂರ್ವ ಘಟ್ಟಗಳು, Púrva Ghattagalu, tamilsky கிழக்கு தொடர்ச்சி மலைத்தொடர், Kiřakku Totarčči Malajttotar, anglicky Eastern Ghāts) je pohoří, které se táhne podél téměř celého východního pobřeží Indie.

## Název
Slovo ghát pochází ze sanskrtu a znamená „schod, stupeň“. V indických jazycích se používá v jednotném čísle, např. hindsky पूर्वी घाट (Púrví Ghát, doslova „východní stupeň“). Jednotné číslo zachovává i český název Východní Ghát. Naproti tomu v angličtině se název pohoří používá v množném čísle: Eastern Ghāts nebo Eastern Ghats, doslova „východní gháty“.

## Geomorfologické členění
Východní Ghát se zvedá z Indoganžské nížiny na pomezí Západního Bengálska, Džhárkhandu a Urísy, přibližně na 23. rovnoběžce. Dále sleduje pobřeží Bengálského zálivu na jihozápad přes území států Urísa, Ándhrapradéš a Tamilnádu. Pohoří Bilgiri na pomezí Tamilnádu a Karnátaky ho spojuje se Západním Ghátem. Výběžky Východního Ghátu pak ještě pokračují do tamilského vnitrozemí a postupně klesají až k řece Kávérí. Celková délka pohoří přesahuje 1500 km. Východní Ghát je nižší a méně souvislý než Západní. Jednotlivá horská pásma jsou často přerušována údolími řek, které si prorážejí cestu z Dekánské plošiny na východ k moři.
K nejsevernějším výběžkům Východního Ghátu patří Dalma Range (926) na pomezí Džharkhandu a Západního Bengálska západně od Kolkaty. V severovýchodní Uríse se v okrese Mayurbhanj zvedá Simlipal (Maghasani, 1165) se stejnojmenným národním parkem. Paraleleně s ním, ale těsně u pobřeží, se táhne Nilgiri Range (Bola, 554, nezaměňovat se stejnojmennou, ale mnohem vyšší částí Západního Ghátu). Severozápadně od Simlipalu, na hranicích Urísy a Džharkhandu, leží Kolhan Upland (561). Západně odsud leží Saranda Hills (754), na jih od nich Bichakhani Pahar (Mankarhanacha, 1117 a Malayagiri, 1188). Dále na západ, za údolím řeky South Koel, leží (od jihu na sever) Bamra Hills (762), Bonai Hills, Sundargarh Hills (541) a už v Džharkhandu Birmitrapur Hills (662), které postupně přecházejí v Simdega Plateau (923) a dále v plošinu Chota Nagpur (1225), která je spojnicí Východního Ghátu s pásmy Vindhja a Sátpurá.
Na jih od Bamra Hills se ještě zvedají menší vrchoviny Athmallik Hills, Tikarpara Range a Kanaka Hills (651), za nimiž je Východní Ghát přerušen údolím řeky Mahánadí („Velká řeka“).
Jižně od řeky se zvedají Nayagarh Hills (949), Khondama Hills (1136) a Kotgarh (1257). Nadmořská výška směrem k jihu dále roste. Blízko u pobřeží v uríském okrese Gajapati je pohoří Singaraju Parbat (Mahendra Giri, 1516), hlouběji ve vnitrozemí pak uríská část Východního Ghátu kulminuje horou Gali Konda (1620). Tato část pohoří se jmenuje Madugula Kondas. Její nejvyšší hora Ketamma Paryatam (1680), která ovšem leží už za hranicemi v Ándhrapradéši, je současně i nejvyšším vrcholem celého Východního Ghátu. Dále se pohoří opět snižuje směrem k Rampa Hills (1361), za nimiž je pásmo hor přerušeno deltami dalších dvou velkých řek, Gódávari a Kršny.
Dále na jihozápad se terén opět zvedá, nejdříve pásmem Velikonda Range (1105) a za ním dále od pobřeží rozlehlejším Nallamala Range (917), jejíž severní část u Kršny se nazývá Srisailam Plateau (pravý břeh Kršny) a Nagarjuna Plateau (levý břeh).
Nad údolím Nandya Valley a řekou Penneri na Nallamalu navazují Lankamalla Hills. Dále na jih, v jižním Ándhrapradéši se stírá rozdíl mezi Východním Ghátem a vnitrozemskou Dekánskou plošinou. Indická deska se tu zvedá do tisícových a vyšších výšek prakticky od pobřeží k pobřeží. Do Východního Ghátu každopádně patří Palkonda Range (1151) severně od města Tirupati, Nagari Hills (jihovýchodně od Tirupati) a Nagalpuram Hills (Kambakkam Drug, 774; východně od Nagari Hills). Jihozápadně odtud, u města Čittúru, jsou Chittoor Hills (Ayulapale Drug, 1177).
Na západě, v Karnátace, leží Bengalúrská náhorní plošina, Bangalore Plateau, nad níž se ještě tyčí Nandi Hills (Nandi Hill, 1615). Jde o nejjižnější a nejvyšší partie Dekanské plošiny, které vyplňují zbývající prostor mezi Západním a Východním Ghátem.
Východní Ghát pokračuje na jih na tamilské území. V Tamilnádu u města Vellúru se tyčí Elagiri Hills a jižně od nich Javadi Hills (1175). Mezi pásmy, která na ně navazují dále na jih, a pásmy podél karnátacko-tamilské hranice se tu rozevírá kotlina směrem k městu Erode a řece Kávérí. Na Javadi navazují Chitteri Hills (1628), Kalrayan Hills (1298), Kollaimalai Hills (1421) a Pachamalai Hills (1018). Patnáctisetkilometrový řetězec Východního Ghátu pak definitivně končí kotlinou řeky Kávérí (Cauvery).

## Přírodní podmínky
Východní Ghát je starší než Západní Ghát a má složitou geologickou historii, která se váže ke vzniku a rozpadu někdejšího superkontinentu Rodinie a ke vzniku superkontinentu Gondwany.
Pohoří odvodňují čtyři velké (od severu k jihu Mahánadí, Gódávari, Kršna, Kávérí) a desítky malých vodních toků. Všechny veletoky pramení hluboko ve vnitrozemí (většinou až v Západním Ghátu) a Východním Ghátem si prorážejí cestu k pobřeží Bengálského zálivu na východě.
Vzhledem k severojižní délce pohoří se v jednotlivých jeho částech liší podnebí i ekosystémy. Hornaté pomezí Karnátaky, Ándhrapradéše a Tamilnádu (pohoří Bilgiri zde spojuje Západní Ghát s Východním) vytváří dostatečný prostor pro druhou největší populaci slonů v Indii.